# Malgrat (Cervera)
Malgrat, o Malgrat de Segarra, és una entitat de població de Cervera, a la comarca de la Segarra. El poble, situat a la ribera dreta del riu Sió, el forma un petit grup de cases que havien estat habitades per pagesos que vivien del camp i del bestiar. Al cim de l'agrupament s'alça el castell de Malgrat, del qual es té constància l'any 1078, dins del comtat de Berga, i que va pertànyer als Solsona fins al segle xix. L'església de Santa Maria, esmentada ja el 1104, és d'origen romànic, tot i que molt restaurada, i és sufragània de la de Sant Miquel de la Prenyanosa. Formà part de l'antic terme de la Prenyanosa fins al 1972.